# Aster alpí
L'aster alpí, Aster alpinus, és una espècie de planta asteràcia.

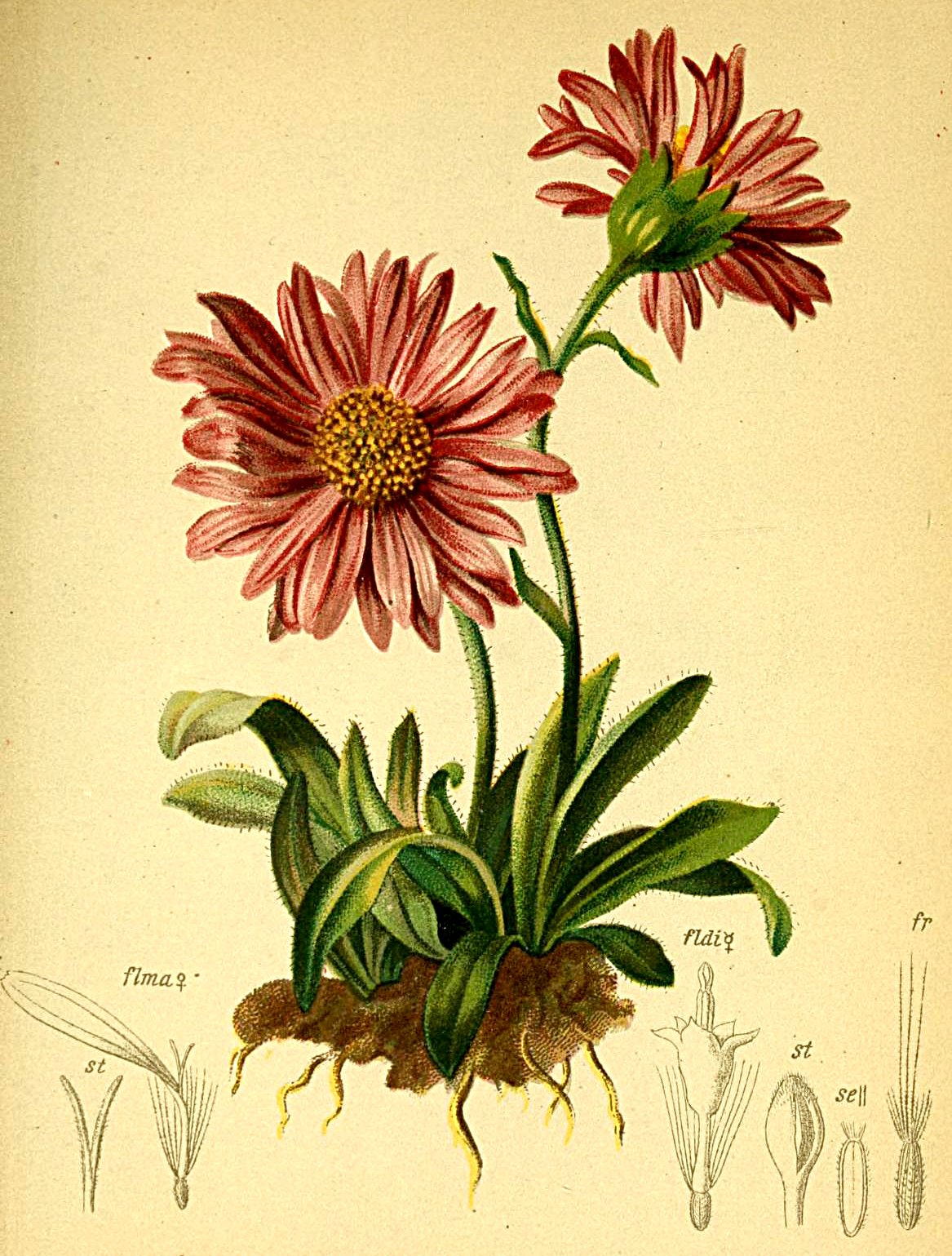
Il·lustració

## Descripció
Planta perenne erecta o ascendent de fins a 20 cm o més. Capítols florals generalment solitaris de 3-5 cm de diàmetre; flors ligulades 20-40, blau-viola, rarament rosades o blanques; flors tubuloses grogues. Bràctees involucrals en dues fileres indistintes. Floreix a l'estiu.

## Hàbitat
Prats de muntanya, praderies pedregoses, roques.

## Distribució
Europa, incloent-hi els Països Catalans.

## Varietats
- Aster alpinus var. alpinus L.
- Aster alpinus subsp. cylleneus (Boiss. & Orph.) Hayek
- Aster alpinus var. serpentimontanus (Tamamsch.) Ling
- Aster alpinus subsp. vierhapperi Onno

## Sinònims
- Aster cylleneus  Boiss. i Orph.
- Aster hispanicus Coincy
- Aster korshinskyi Tamamsch.[1]
- Aster americanus Onno
- Aster culminis A.Nelson
- Diplactis alpina (L.) Semple
- Aster garibaldii Brügger
- Aster fallax Tamamsch.
- Aster serpentimontanus Tamamsch.[2]